# Linaria kokanica
Linaria kokanica är en grobladsväxtart som beskrevs av Eduard August von Regel. Linaria kokanica ingår i släktet sporrar, och familjen grobladsväxter. Inga underarter finns listade i Catalogue of Life.